# Franco Moretti (calciatore 1922)
Franco Moretti (Terni, 31 ottobre 1922 – ...) è stato un calciatore italiano, di ruolo mediano.

## Carriera
Ha esordito in Serie A con la maglia del Palermo il 19 settembre 1948 in Fiorentina-Palermo (0-3).

## Statistiche

### Presenze e reti nei club
| Stagione                 | Squadra                  | Campionato               | Campionato | Campionato | Totale   | Totale |
| Stagione                 | Squadra                  | Campionato               | Presenze   | Reti       | Presenze | Reti   |
| ------------------------ | ------------------------ | ------------------------ | ---------- | ---------- | -------- | ------ |
| 1941-1942                | Borzacchini Terni        | C                        | 5          | 0          | 5        | 0      |
| Totale Borzacchini Terni | Totale Borzacchini Terni | Totale Borzacchini Terni | 5          | 0          | 5        | 0      |
| 1945-1946                | Ternana                  | C                        | 14         | 2          | 14       | 2      |
| 1946-1947                | Ternana                  | C                        | 20         | 2          | 20       | 2      |
| 1947-1948                | Ternana                  | B                        | 12         | 1          | 12       | 1      |
| 1948-1949                | Ternana                  | B                        | 30         | 4          | 30       | 4      |
| Totale Ternana           | Totale Ternana           | Totale Ternana           | 76         | 9          | 76       | 0      |
| 1949-1950                | Palermo                  | A                        | 30         | 0          | 30       | 0      |
| 1950-1951                | Palermo                  | A                        | 26         | 1          | 26       | 1      |
| 1951-1952                | Palermo                  | A                        | 21         | 0          | 21       | 0      |
| Totale Palermo           | Totale Palermo           | Totale Palermo           | 77         | 1          | 77       | 1      |
| 1951-1952                | Livorno                  | B                        | 31         | 0          | 31       | 0      |
| 1952-1953                | Livorno                  | C                        | 4          | 0          | 4        | 0      |
| Totale Livorno           | Totale Livorno           | Totale Livorno           | 35         | 0          | 35       | 0      |
| 1953-1954                | Ternana                  | Promozione               | 32         | 10         | 32       | 10     |
| 1954-1955                | Ternana                  | IV                       | 33         | 8          | 33       | 8      |
| 1955-1956                | Ternana                  | IV                       | 34         | 7          | 34       | 7      |
| 1956-1957                | Ternana                  | IV                       | 24         | 2          | 24       | 2      |
| 1957-1958                | Ternana                  | Interregionale           | 13         | 1          | 13       | 1      |
| Totale Ternana           | Totale Ternana           | Totale Ternana           | 135        | 28         | 135      | 28     |
| Totale carriera          | Totale carriera          | Totale carriera          | 328        | 38         | 328      | 38     |

## Palmarès

### Giocatore

#### Competizioni nazionali
- Serie C: 1

Ternana: 1942-1943

#### Competizioni regionali
- Promozione: 1

Ternana: 1953-1954

### Allenatore

#### Competizioni regionali
- Prima Categoria: 1

Narnese: 1963-1964